# Lejeunea sharpii
Lejeunea sharpii là một loài Rêu trong họ Lejeuneaceae. Loài này được (R.M. Schust.) R.M. Schust. mô tả khoa học đầu tiên năm 1980.